# Mosiera gracilipes
Mosiera gracilipes är en myrtenväxtart som först beskrevs av Brother Alain, och fick sitt nu gällande namn av Salywon. Mosiera gracilipes ingår i släktet Mosiera och familjen myrtenväxter. Inga underarter finns listade i Catalogue of Life.